# Erik Nørr
Erik Nørr (født 11. november 1944 i Nordborg) er en dansk historiker, dr.phil., arkivar.
Erik Nørr er uddannet ved Aarhus Universitet og ansat som seniorforsker ved Landsarkivet for Sjælland, Lolland-Falster og Bornholm. Han er sekretær i Det kongelige danske Selskab for Fædrelandets Historie. Han modtog Christian Paulsen-prisen i 2004 for sin "Genforeningens bedste gave" om indførelsen af en dansk folkeskole i Sønderjylland efter genforeningen i 1920.
Han har særlig forsket i skole- og kirkehistorie, forvaltningshistorie og socialhistorie i 19. og 20. århundrede.